# Юйтянь (повіт, Сіньцзян)
36°51′20″ пн. ш. 81°40′00″ сх. д. / 36.85547° пн. ш. 81.66654° сх. д.
Юйтянь або Керія (кит. 于田县, пін. Yútián Xiàn, трансліт. Keriya) — один із повітів КНР у складі префектури Хотан, СУАР. Адміністративний центр — містечко Керія.

## Географія
Повіт Юйтянь лежить на висоті близько 1430 метрів над рівнем моря в пустелі Такла-Макан, південна частина поступово переходить у Куньлунь.

### Клімат
Повіт знаходиться у зоні, котра характеризується кліматом пустель помірного поясу. Найтепліший місяць — липень із середньою температурою 24,6 °C. Найхолодніший місяць — січень, із середньою температурою -4,8 °С.
| Клімат повіту Юйтянь    | Клімат повіту Юйтянь | Клімат повіту Юйтянь | Клімат повіту Юйтянь | Клімат повіту Юйтянь | Клімат повіту Юйтянь | Клімат повіту Юйтянь | Клімат повіту Юйтянь | Клімат повіту Юйтянь | Клімат повіту Юйтянь | Клімат повіту Юйтянь | Клімат повіту Юйтянь | Клімат повіту Юйтянь | Клімат повіту Юйтянь |
| Показник                | Січ.                 | Лют.                 | Бер.                 | Квіт.                | Трав.                | Черв.                | Лип.                 | Серп.                | Вер.                 | Жовт.                | Лист.                | Груд.                | Рік                  |
| Середній максимум, °C   | 1,7                  | 7,3                  | 16,3                 | 23,8                 | 28                   | 31                   | 32,4                 | 31,6                 | 27,8                 | 21,1                 | 12                   | 3,6                  | 19,7                 |
| Середня температура, °C | −4,8                 | 0,5                  | 8,7                  | 15,7                 | 19,9                 | 23,2                 | 24,6                 | 23,4                 | 18,6                 | 11,1                 | 3,5                  | −3,1                 | 11,8                 |
| Середній мінімум, °C    | −10,3                | −5,5                 | 1,4                  | 7,8                  | 12,3                 | 16                   | 17,8                 | 16,3                 | 10,8                 | 2,9                  | −3,1                 | −8,3                 | 4,8                  |
| Норма опадів, мм        | 1.5                  | 1.5                  | 2.3                  | 4.2                  | 8.4                  | 13.4                 | 11                   | 4.9                  | 6.4                  | 1.1                  | 0.2                  | 0.4                  | 55.3                 |
| Вологість повітря, %    | 55                   | 47                   | 35                   | 33                   | 40                   | 45                   | 51                   | 54                   | 54                   | 50                   | 48                   | 56                   | 47.3                 |
| ----------------------- | -------------------- | -------------------- | -------------------- | -------------------- | -------------------- | -------------------- | -------------------- | -------------------- | -------------------- | -------------------- | -------------------- | -------------------- | -------------------- |
| Джерело: data.cma.cn    |                      |                      |                      |                      |                      |                      |                      |                      |                      |                      |                      |                      |                      |